# Diva (canción)
«Diva» es un sencillo lanzado por la cantante israelí Dana International en 1998, de su álbum Diva, The Hits. El tema, del que existe una versión en hebreo y otra en inglés, se convirtió en el ganador del Festival de la Canción de Eurovisión 1998 que se celebró en Birmingham, Reino Unido.
La música fue compuesta por Svika Pick, y la letra fue escrita por Yoav Ginai. La letra es una oda a las mujeres poderosas de la historia y de la mitología, siendo nombradas en el estribillo la reina egipcia Cleopatra, la diosa romana Victoria, y la diosa griega Afrodita.

## Eurovisión 1998
La canción fue interpretada en octavo lugar de 25 canciones la noche del festival. Al final de la votación había recibido 172 puntos, resultando ganadora a poca distancia de las segunda y tercer clasificadas, las representantes de Reino Unido y Malta. Hasta el último país en votar, cualquiera de los tres países que iban en cabeza tenían opciones. Cuando volvió a salir al escenario lo hizo con un diseño de Jean-Paul Gaultier con una chaqueta de plumas, con el que había realizado los ensayos pero que se consideró demasiado atrevido para su actuación. Sin embargo, con el tiempo fue más recordada con el traje del diseñador francés.
Al ser interpretada en su versión en hebreo, fue la última canción ganadora en ser interpretada en una lengua distinta del inglés hasta el festival de 2007.

## Repercusión
Gracias a este tema Dana International se convirtió en la primera artista israelí en ser entrevistada por la MTV. Actuó en Top of the pops y, además, consiguió el número 11 en las listas británicas y fue uno de los grandes éxitos del año a nivel mundial. La canción fue elegida para la gala especial del 50.º Aniversario de Eurovisión como una de las 14 mejores de la historia.

## Posicionamiento
| Lista               | Mejor posición |
| ------------------- | -------------- |
| España              | 1              |
| Israel              | 1              |
| Bélgica             | 2              |
| Suecia              | 3              |
| Finlandia           | 7              |
| Países Bajos        | 8              |
| Irlanda             | 10             |
| MTV European Top 20 | 10             |
| Reino Unido         | 11             |
| Noruega             | 12             |
| Suiza               | 15             |
| Austria             | 37             |
| Alemania            | 47             |
| Francia             | 59             |